# کانادا و جنگ داخلی آمریکا
کانادا در زمان جنگ داخلی آمریکا هنوز به عنوان یک کشور فدرال وجود نداشت. در عوض، آمریکای شمالی انگلیس را استان کانادا (بخش‌هایی از جنوب انتاریو و جنوب کبک) و مستعمرات جداگانه نیوفاندلند، نیوبرانزویک، جزیره پرنس ادوارد، نوا اسکوشیا، بریتیش کلمبیا، جزیره ونکوور و قلمرو سلطنتی سرزمین روپرت که توسط شرکت خلیج هادسون اداره می‌شد، تشکیل می‌دادند. انگلیس و مستعمرات آن در طول مدت جنگ رسماً بی‌طرف بودند. علی‌رغم این، تنش‌ها بین انگلیس و ایالات متحده به دلیل رخدادهایی مانند ماجرای ترنت و راه‌اندازی کنفدراسیون سی‌اس‌اس آلاباما از طرف انگلیس زیاد بود.
در این دوران کانادایی‌ها عمدتاً مخالف برده‌داری بودند و کانادا به پایانه راه‌آهن زیرزمینی تبدیل شده بود. پیوندهای اقتصادی و فرهنگی نزدیک و مرزهای طولانی با اتحادیه، همدلی کانادا را با آنان تشویق می‌کرد. بین ۳۳٬۰۰۰ تا ۵۵٬۰۰۰ مرد از آمریکای شمالی انگلیس در جنگ شرکت کردند که تقریباً همه آنها برای نیروهای اتحادیه می‌جنگیدند. با این حال برخی از مطبوعات و کلیساها در کانادا از جدایی حمایت می‌کردند. در لندن در سال‌های ۶۲–۱۸۶۱ بحث‌هایی درباره واسطه‌گری در جنگ یا به رسمیت شناختن ایالات مؤتلفه مطرح شد. واشینگتن هشدار داد که این به معنای جنگ است و لندن می‌ترسید که کانادا به سرعت توسط اتحادیه تصرف شود.